# Bellingham (Washington)
Bellingham (výsl. „Bellinhem“) je největší město a sídlo okresu Whatcom, ve státě Washington. Je to dvanácté největší město státu a nachází se na břehu Bellinghamova zálivu, ve kterém leží ostrovy Lummi a Portage a který ústí do Georgijské úžiny. Leží západně od hory Mount Baker a Whatcomského jezera, které je jeho zdrojem pitné vody a severně od Chuckanutských hor a Skagitského údolí. Centrem centra proudí potok Whatcom Creek.
Je odhadováno, že v roce 2009 zde žilo 80 055 obyvatel, roku 2019 vzrostl počet obyvatel na 92 000. Hranice současného města nyní obkličují i bývalá města Fairhaven, které slouží jako jižní konec Aljašské námořní dálnice, Whatcom, Sehome a Silver Beach. Téměř každý druhý obyvatel okresu Whatcom žije v tomto městě.
Bellingham je oblíbeným městem díky svému maloměstskému rázu, snadnému přístupu k přírodním krásám, mezi které patří souostroví svatého Jana (San Juan Islands) a pohoří Severní Kaskády (North Cascades) a blízkosti ke světovým městům Vancouveru a Seattlu.

## Historie
Jméno města je odvozeno od zálivu, na kterém se nachází a který v roce 1792 pojmenoval George Vancouver po Siru Williamu Bellinghamovi (1756–1826), který měl na starost část ekonomiky britského námořnictva (Úřad správy účtů – Office of the Controller of Storekeepers Accounts).
Před evropským osídlením oblasti zde pobýval indiánský kmen Lummijů a jejich sousedi, kteří všichni patřili mezi Pobřežní Sališe. První bílí osadníci přišli do oblasti v roce 1854 a o čtyři roky později vypukla Zlatá horečka ve Fraserově kaňonu, která přiměla mnoho zlatokopů a obchodníků směřovat na sever od Kalifornie. Nynější část města, Whatcom, vyrostlo z mlynářského města v prosperující námořní přístav, který se nacházel na začátku Whatcomské stezky, jež byla mnohými používána při cestě za zlatem.
Uhlí se těžilo v okolí Bellinghamu od pradávných dob až do roku 1964. Jako první z bělochů ho objevil na severovýchodním pobřeží Bellinghamova zálivu Henry Roeder. V roce 1854 založila skupina podnikatelů ze San Francisca Uhelnou společnost Bellinghamova zálivu (angl. Bellingham Bay Coal Company). Důl se stal velmi hlubokým a nacházely se v něm stovky mil tunelů. Směřoval jihozápadně k zálivu, po obou březích potoka Squalicum Creek. Pracovalo v něm na 250 horníků, kteří při nejlepších letech ve dvacátých letech minulého století vytěžili až 200 tisíc tun ročně. V roce 1955 byl důl uzavřen.
Bellingham se stal oficiálně začleněným městem v roce 1903 spojením čtyř měst, které na začátku dvacátého století obklopovala Bellinghamův záliv. Whatcom, který je nyní oblast „Starého města“ a byl založen v roce 1852. Sehome stálo na místě dnešního centra a bylo založeno v roce 1854. Bellingham ležel jižněji od obou měst a byl založen v roce 1853, stejně jako Fairhaven, které bylo obchodním centrem a mělo svůj vlastní přístav.

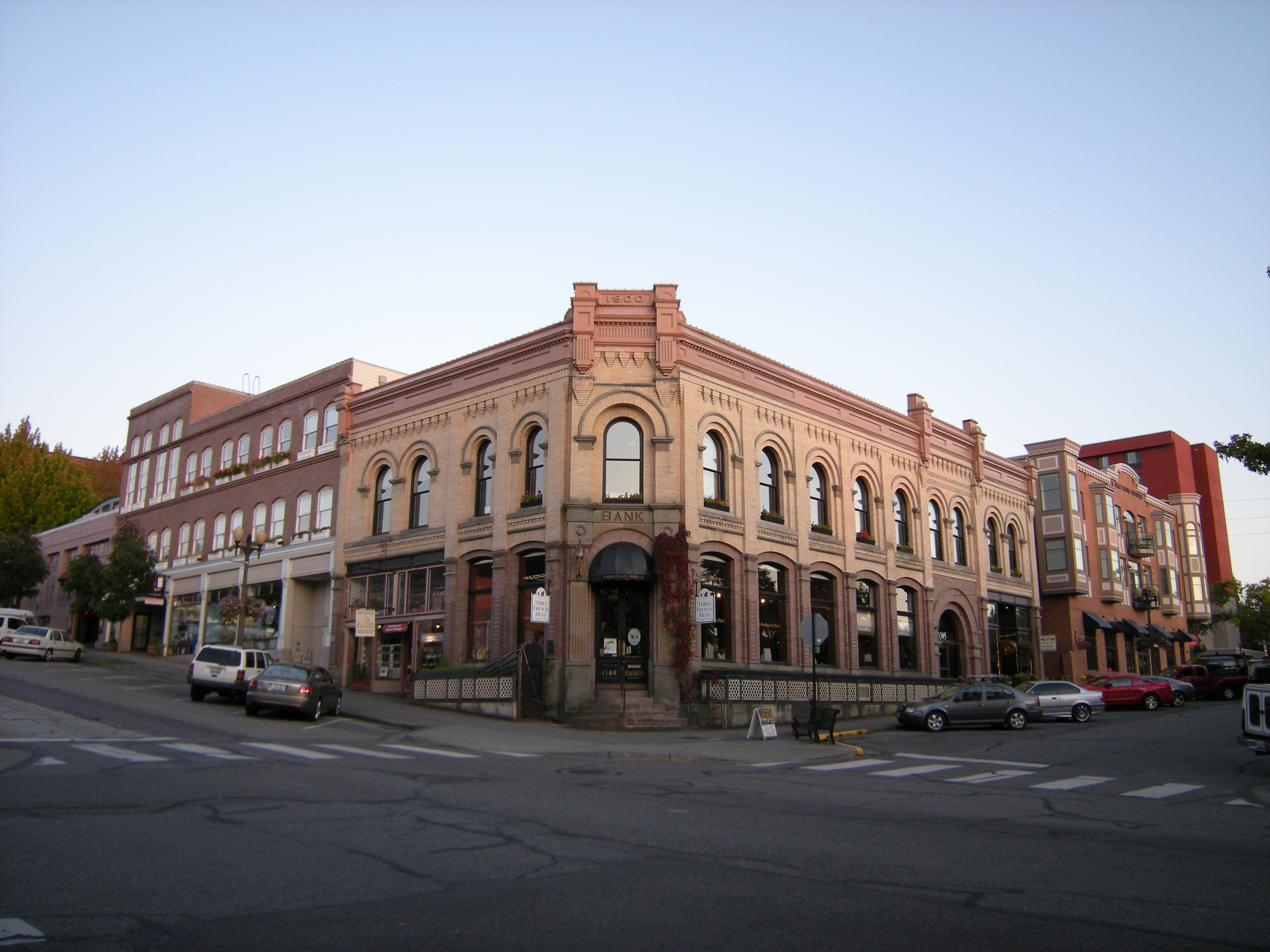
Historická budova banky ve Fairhavenu z roku 1890.

Jednou z překážek tehdejšího růstu a prosperity byla vzájemná konkurence mezi městy podél zálivu. V roce 1890 koupili Bellingham investoři z Fairhavenu. Whatcom a Sehome byla sousední města a chtěla se spojit, což se také stalo za vytvoření New Whatcomu. V roce 1903 muselo být slovo „New“ z názvu vypuštěno, protože to zakázala státní legislativa (ve Washingtonu proto nejsou žádná města začínající na „New“). První pokusy o sloučení Whatcomu s Fairhavenem selhaly, navíc tu byly problémy se jménem plánovaného města. Obyvatelé Whatcomu nechtěli jméno Fairhaven, zatímco obyvatelé Fairhavenu nechtěli jméno Whatcom. Nakonec bylo dohodnuto, že se sloučené město bude jmenovat Bellingham (podle názvu zálivu), což zůstalo dodnes. Druhé hlasování tedy už sloučení povolilo, 2 163 obyvatel bylo pro, zatímco pouze 596 bylo proti. Hlasování proběhlo bez žen, které měly ve Spojených státech volební právo až od roku 1920.
Na konci devatenáctého století bylo město spojeno třemi železničními tratěmi s většími obchodními městy Spojených států. Lesy v okolí města byly vykáceny po zemětřesení, které se v roce 1906 odehrálo v San Franciscu, čímž město pomohlo město opět postavit.
V roce 1889 založil Pierre Cornwall společně se skupinou investorů společnost BBIC (Bellingham Bay Improvement Company – Společnost zlepšení Bellinghamova zálivu). BBIC investovala do různých oborů, mezi nimiž byly i námořní doprava, těžba uhlí, výstavba železnic nebo realitní kanceláře. Přestože sen společnosti o tom, že se Bellingham stane metropolí Severozápadu USA, se nikdy neproměnil ve skutečnost, její činnost byla velice důležitá pro rozvoj města do dnešní podoby.
BBIC ale nebyla jedinou společností, která měla zájem o město. Společnost General Electric Company of New York v roce 1897 koupila dvě tramvajové linky v Bellinghamu. O rok později se linky staly součástí železnice Northern Railway, což přimělo společnost Electric Corporation of Boston vstoupit na bellinghamský trh.
Díky blízkosti Bellinghamu k úžině Juana de Fucy, která městu zajišťovala dobré námořní spojení s Aljaškou, zde byl rozvinut také konzervárenský průmysl. Mnoho aljašských rybích produktů bylo přepravováno zpět do pevninských Spojených států v konzervách z Bellinghamu.

## Ekonomie
Průměrná roční mzda bellinghamských námezdních pracovníků činí 37 990 amerických dolarů, což je pod průměrem státu, který činí 44 710 amerických dolarů.
Mzdy v Bellinghamu a okrese Whatcom se snižují už třicet let, protože přibývá terciérních prací a zbytek (těžba, výroba, stavba) už nemá takový podíl na zaměstnanosti obyvatelstva. Terciér nyní zastupuje až 77% nezemědělského zaměstnání v okrese Whatcom.
Mezi lety 1989 a 1999 se zvedly příjmy průměrné domácnosti v okrese o 41%, zatímco cena ubytování o 108%. V letech 1998–2000 nestačila průměrná mzda na pronájem dvoulůžkového ubytování.
V roce 2005 byla průměrná cena prodaných domů v okrese 259 000 amerických dolarů, zatímco v oblasti Bellinghamu byla o deset tisíc vyšší. Průměrná cena prodaných domů v celém státě Washington byla 260 900 amerických dolarů.

### Největší zaměstnavatelé
| Poř. | Zaměstnavatel                    | Počet zaměstnanců |
| ---- | -------------------------------- | ----------------- |
| 1    | PeaceHealth Nemocnice sv. Josefa | 2 714             |
| 2    | Western Washington University    | 1 664             |
| 3    | Bellingham School District       | 1 265             |
| 4    | Okres Whatcom                    | 920               |
| 5    | City of Bellingham               | 910               |
| 6    | Haggen                           | 866               |
| 7    | Sodexo                           | 760               |
| 8    | Sterling Health Plans            | 653               |
| 9    | Fred Meyer                       | 542               |
| 10   | The Markets                      | 196               |

## Geografie

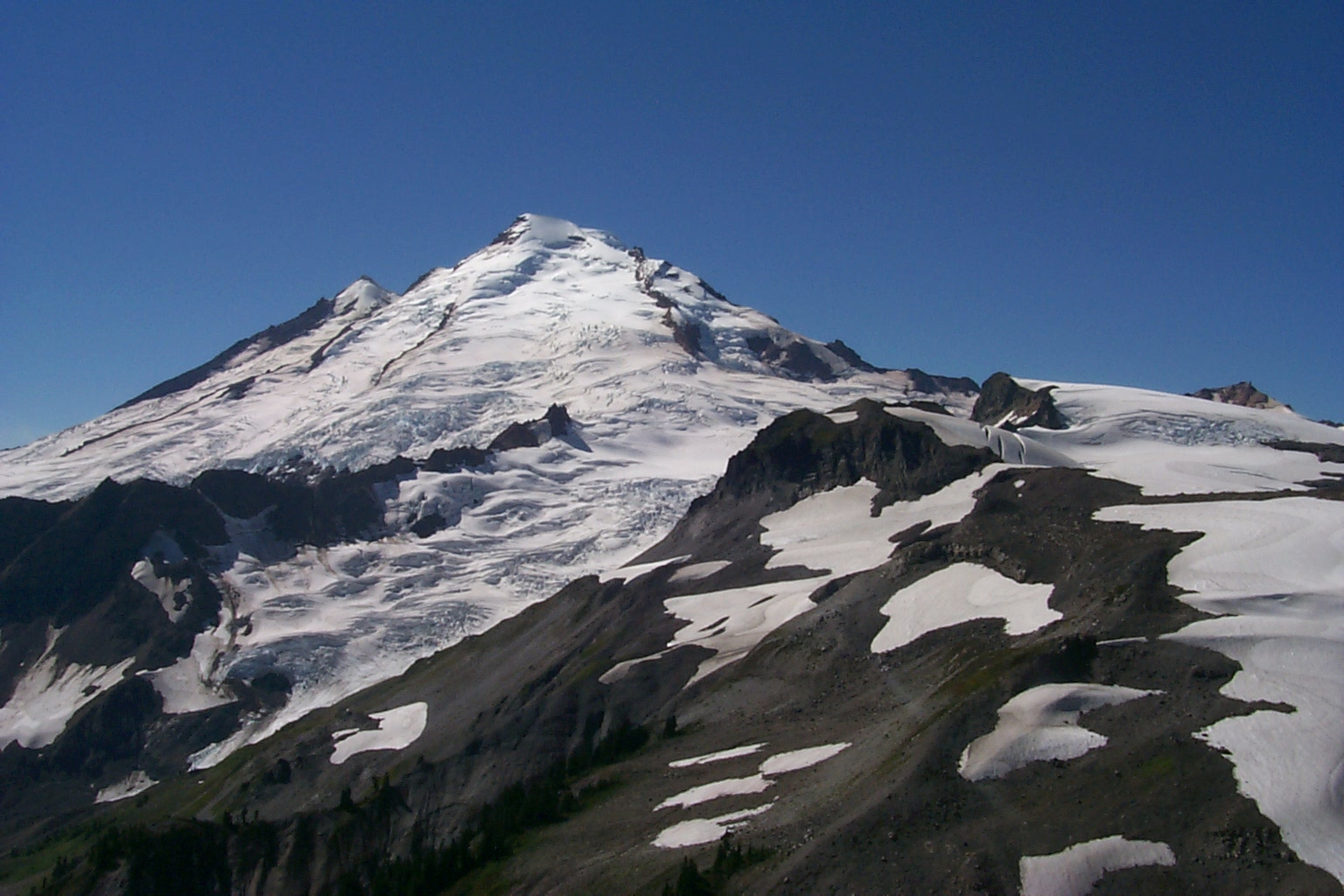
Mount Baker, která dominuje panoramatu nad městem.

Město má celkovou rozlohu 82 km², z čehož 66 km² je souš a 16 km² je voda. Nejnižší nadmořská výška je na pobřeží Pacifiku. Jedním z nejvyšších bodů města je Alabama Hill, který dosahuje výšky 150 metrů nad mořem. Severně od jezera Padden a nedaleko hory North Lookout Mountain se nachází až 240 metrů vysoké kopce. Za hranicemi města se nacházejí vyšší předhůří, která stoupají okresem Whatcom až k hoře Mount Baker, kde dosahují svého vrcholu a která se při vzdálenosti jen něco málo přes 50 km od moře vypíná do výšky 3 285 metrů. Mount Baker je největší sopka v oblasti a její ledovce jsou viditelné z většiny částí města. Whatcomské jezero tvoří východní hranici města a v okolí se nachází další četná malá jezírka a mokřiny. Bellingham se nachází 80 kilometrů jižně od Vancouveru.

### Sousední komunity
- Ferndale – severozápad
- Laurel – sever
- Deming – severovýchod
- Lummijský ostrov – západ
- Acme – východ
- Bow – jih

### Podnebí
Podnebí města je celkově mírné s průměrnými ročními teplotami 15 °C ve dne a 6,7 °C v noci. Přestože sezona dešťů může trvat až osm měsíců, většinou se zastaví na šesti. Pak je zde k vidění malebné pozdní jaro a mírné příjemné léto. Přestože průměrné roční srážky činí 885 mm, zatažené a krátké dny v zimě jsou obvyklé.
Západ okresu Whatcom se nachází ve vlhkém oceánském podnebí a v období od října do dubna zde průměrně napadne 99 mm srážek.
Nicméně léta jsou v Bellinghamu poměrně suchá. V červenci a srpnu zde prší průměrně jen v 5,7 dnech, což je v porovnání s deseti deštivými dny ve Phoenixu málo. Nedostatek vody zde není obvyklý, v některých velmi suchých létech ale vyschnou i některé velmi spolehlivé studny. Přesto bývá zdejší úroda častěji zničena přebytkem vody.
Umístění a geografie často Bellingham podrobí nezvykle krutému počasí, když chladný arktický vzduch proudí do oblasti z kanadského vnitrozemí, nejčastěji přes Fraserův kaňon. Příliv tohoto chladného vzduchu pak naráží do studené fronty z Aljašského zálivu a tvoří silné větry, led, sníh a těžké deště. Teploty pak mohou klesnout až na −18 °C, což se stalo v listopadu 2006.
Dalším meteorologickým jevem je vítr Chinook, který se objevuje na podzim. Po většinu dne proudí nezvykle teplý, stálý vítr z jihu, který dosahuje sil vichřice. Nejsilnější je tento vítr v období od prosince do ledna. V kombinaci se severozápadním větrem může způsobit tání sněhu, které pak působí problémy kanalizačním systémům.
Město má nejnižší průměrnou dobu slunečného svitu ze všech měst ve Spojených států.
Nejvyšší oficiálně měřená teplota padla v červenci 2009, kdy bylo naměřeno 36 °C.
| Bellingham. WA – podnebí    | Bellingham. WA – podnebí | Bellingham. WA – podnebí | Bellingham. WA – podnebí | Bellingham. WA – podnebí | Bellingham. WA – podnebí | Bellingham. WA – podnebí | Bellingham. WA – podnebí | Bellingham. WA – podnebí | Bellingham. WA – podnebí | Bellingham. WA – podnebí | Bellingham. WA – podnebí | Bellingham. WA – podnebí | Bellingham. WA – podnebí |
| Období                      | leden                    | únor                     | březen                   | duben                    | květen                   | červen                   | červenec                 | srpen                    | září                     | říjen                    | listopad                 | prosinec                 | rok                      |
| --------------------------- | ------------------------ | ------------------------ | ------------------------ | ------------------------ | ------------------------ | ------------------------ | ------------------------ | ------------------------ | ------------------------ | ------------------------ | ------------------------ | ------------------------ | ------------------------ |
| Průměrné denní maximum [°C] | 7,8                      | 9,4                      | 11,7                     | 14,4                     | 17,2                     | 20                       | 22,8                     | 22,8                     | 19,4                     | 15                       | 11,1                     | 8,3                      | 15,0                     |
| Průměrné denní minimum [°C] | 1,7                      | 2,2                      | 3,9                      | 5,6                      | 8,3                      | 10,6                     | 12,2                     | 12,8                     | 10                       | 7,2                      | 4,4                      | 1,7                      | 6,7                      |
| Průměrné srážky [mm]        | 99,3                     | 80                       | 76,5                     | 68,1                     | 64,5                     | 48                       | 30,5                     | 34,5                     | 44,7                     | 75,7                     | 141,7                    | 121,4                    | 884,9                    |
| Zdroj: The Weather Channel  |                          |                          |                          |                          |                          |                          |                          |                          |                          |                          |                          |                          |                          |

## Demografie
Při sčítání lidu v roce 2010 žilo v Bellinghamu 80 885 obyvatel. Nejpočetnější rasou jsou běloši s 85 procenty, poté Asiaté s pěti procenty a původní obyvatelé a Afroameričané s jedním procentem. Sedm procent obyvatel jsou Hispánci.

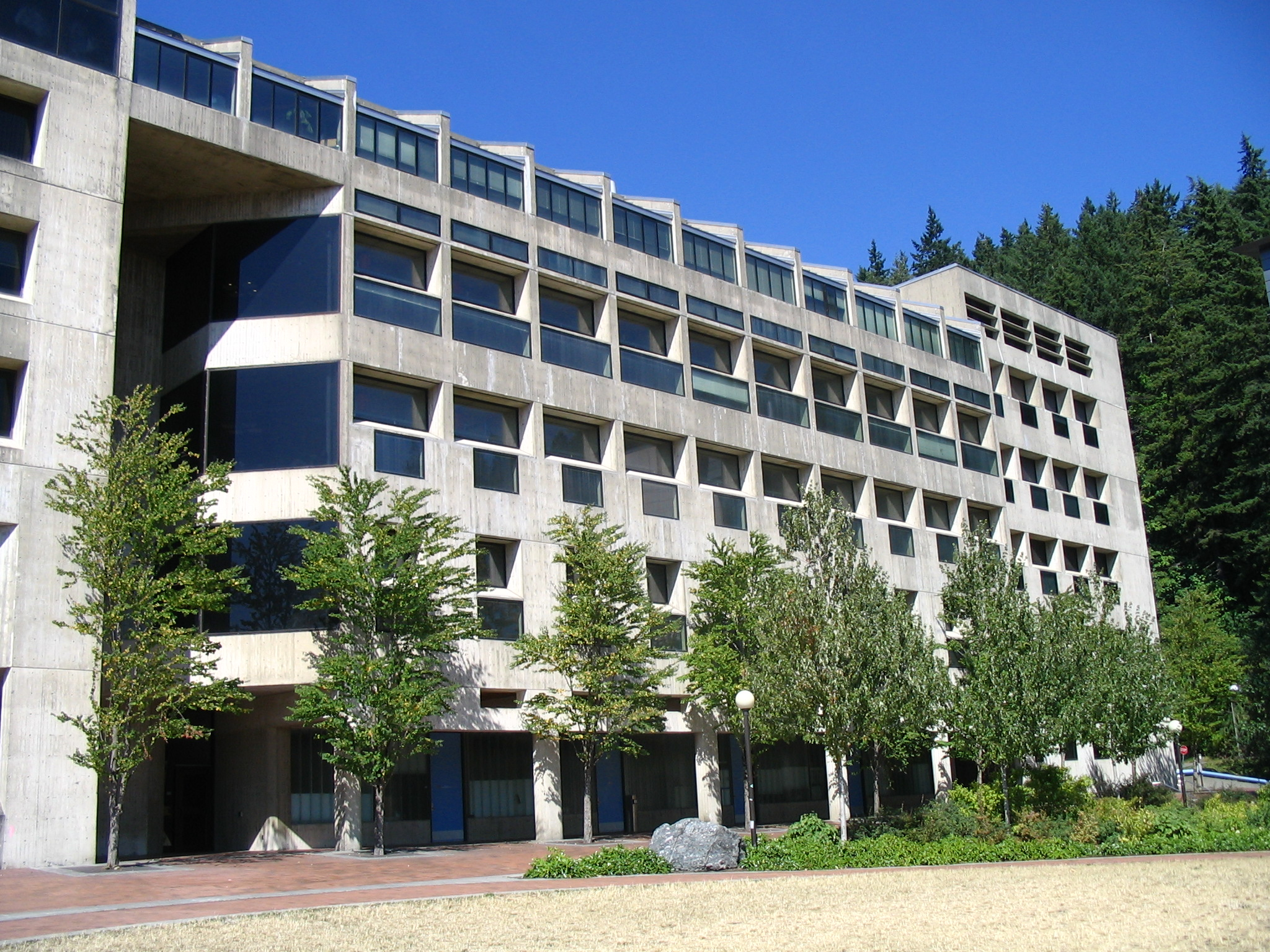
Budova Huxley College, která je částí Western Washington University.

## Vzdělávání
Bellingham je domovem několika vzdělávacích institucí, mezi něž patří Whatcom Community College, Bellingham Technical College, Northwest Indian College a části Trinity Western University a Western Washington University. Mezi veřejné vysoké školy ve městě patří Bellingham High School, Sehome High School a Squalicum High School.

## Vláda
V Bellinghamu je typ samosprávy, ve které má větší slovo starosta než městská rada. Starosta je volený přímým způsobem a volební období trvá čtyři roky. Šest ze sedmi členů rady je vybráno z městských volebních okrsků, jejich volební období trvá také čtyři roky. Sedmý člen městské rady je volený všeobecně a jeho volební období je dva roky. Volební období vrchního městského soudce je čtyři roky.
Město má svou vlastní městskou policii a hasiče a jeho záchranná služba patří k záchranné službě Seattlu a okresu King.

## Kultura

### Události
- Ski to Sea Race je týmový štafetový závod, který je rozdělen do následujících disciplín: běh na lyžích, sjezd na lyžích (nebo na snowboardu), běh, jízda na kole, jízda v kánoi, horská jízda na kole a jízda v kajaku. Závod začíná v lyžařském středisku Mount Baker a končí na pobřeží Bellinghamova zálivu. Poprvé se závod konal v roce 1973 a kořeny má už v roce 1911.

- Bellingham Highland Games and Scottish Festival je každoroční festival, který se koná v Hovanderově parku každý první víkend v červnu. Událost oslavuje skotskou kulturu a dědictví dvěma dny her, sportů, tanců, hudby a jídla.

- Whatcom Community College pořádá každý rok Konferenci za lidská práva na počest Martina Luthera Kinga při jeho víkendu v lednu. Koná se od roku 1998.

- LinuxFest Northwest je volná konference věnovaná diskusi a vývoji operačního systému Linux a dalších open-source a freeware softwarů. Koná se poslední dubnový víkend na Bellingham Technical College a vždy sem přiláká tisíce počítačových odborníků a nadšenců ze Severozápadu USA a západní Kanady. Od první konference, která se konala v roce 2000, se stala největší svého druhu na světě.

- Každoroční Mezinárodní den míru je v Bellinghamu oslavován 21. září. OSN zavedla tento svátek jako globální čtyřiadvacetihodinové příměří. Bellinghamská organizace Whatcom Peace & Justice Center vydává kalendář nadcházejících aktivistických akcí za mír a svobodu.

- Bellinghamský festival hudby je každoroční oslava orchestrálních a komorních koncertů, která se koná v červenci za účasti hudebníků ze severoamerických orchestrů.

- Bellingham Pride je průvod a festival, který se koná každý červenec jako oslava lidí LGBT a jejich přátel. Průvod se koná při letním slunovratu, prochází centrem města a končí ve veřejné obchodní zóně.

- Bellingham Wig Out je oslava zábavy vítající přicházející jaro, která se koná každý rok v pátek před Dnem obětí války (poslední květnové pondělí). Celá událost je spjata s parukami (angl. wig).

### Místní atrakce
Přestože Bellingham je menší než sousední metropolitní oblasti, které jsou soustředěné kolem Seattlu a Vancouveru, město stále nabízí mnoho atrakcí, které jsou populární jak mezi místními, tak mezi turisty.
Whatcomské muzeum historie a umění vystavuje exponáty malířství a sochařství, zaměřuje se na místní historii, zpřístupňuje místní historické budovy, nabízí hodiny historie a umění místním školám a také historické plavby po Bellinghamově zálivu.
Bellinghamské železniční muzeum ukazuje historii železnice v okrese Whatcom, obsahuje modelovou železnici a simulátor nákladní železniční dopravy.
Americké muzeum rádia a elektřiny je unikátní místní muzeum, které obsahuje předměty z let mezi šestnáctým a dvacátým stoletím a poskytuje vzdělávací zdroje o historii elektřiny a rádiového vysílání. Muzeum také provozuje rádio KMRE-LP, které vysílá množství pořadů, které byly populární před desítkami let.
Bellinghamský farmářský trh je otevřen každou sobotu od začátku dubna do konce prosince. Poprvé byl otevřen v roce 1993 a nyní obsahuje až padesát prodejců, hudbu a komunitní události. Společnost také provozuje menší trh, který se koná každou středu ve čtvrti Fairhaven.
Ve městě na adrese 1107 Railroad Avenue sídlí pivovar Boundary Bay Brewing Company, který byl v roce 2008 vyhlášen jako největší pivovarní hospoda v celých Spojených státech v počtu prodaných sudů piva. V obvodu města Bellingham je celkem 14 pivovarů a další tři pivovary jsou v kraji Whatcom.
Obyvatelé i turisté oceňují malebnost Bellinghamu i celého okresu Whatcom. Whatcom Falls Park je necelý 1 km² velký veřejný park, který obklopuje roklinu potoka Whatcom Creek a leží tak přímo v srdci města. Nachází se zde čtyři vodopády, několik mil turistických stezek a je hlavní outdoorovou atrakcí města, která spojuje a odděluje jeho části. Mezi populární aktivity při teplejším počasí patří plavání, rybaření a turistika.
Asi 50 kilometru východně od Bellinghamu se nachází lyžařské středisko Mount Baker, které je domovem mnoha světových snowboardingových šampionů a drží světový rekord pro množství sněhu, které napadlo za jedinou zimu (1998–99). Většinou se hloubka sněhu vyšplhá až na téměř čtyři metry, kvůli čemuž bývá středisko často uzavřeno.
Jižně od města vede silnice Washington State Route 11 (také Chuckanutská silnice), která nabízí pěkný výhled na souostroví svatého Jana, Chuckanutské hory a malebné zálivy při pobřeží Sališského moře. V jižní části okresu Whatcom, pouze několik mil od Bellinghamu leží místa populární mezi outdoorovými nadšenci. Larrabeeův státní park je populární mezi turisty a jezero Padden mezi plavci, rybáři a golfisty. Také se zde nachází Samišské jezero. Na východě Bellinghamu leží překrásné Whatcomské jezero, které je zdrojem pitné vody pro město a jako potok Whatcom Creek odtéká do moře. V okolí jezer se nachází předhůří Kaskádového pohoří, do kterého patří i hora North Lookout Mountain.
Vody Georgijské úžiny a Sališského moře, které Bellingham omývají, nabízí možnost sledování velryb. Kosatka dravá je nejčastějším druhem, který se zde vyskytuje a může být často viděn jak plave nebo loví ve vodách zdejších zálivů.

### Doprava
Bellinghamské mezinárodní letiště nabízí pravidelné lety do Seattlu a Friday Harboru a také tryskové lety do Los Angeles, San Diega, Oaklandu, Palm Springs, Las Vegas, Rena a Phoenixu. V roce 2010 začala společnost Alaska Airlines provozovat pravidelné lety na Havaj. Letiště také využívá Ministerstvo vnitřní bezpečnosti Spojených států amerických, kvůli střežení nedalekých hranic s Kanadou.

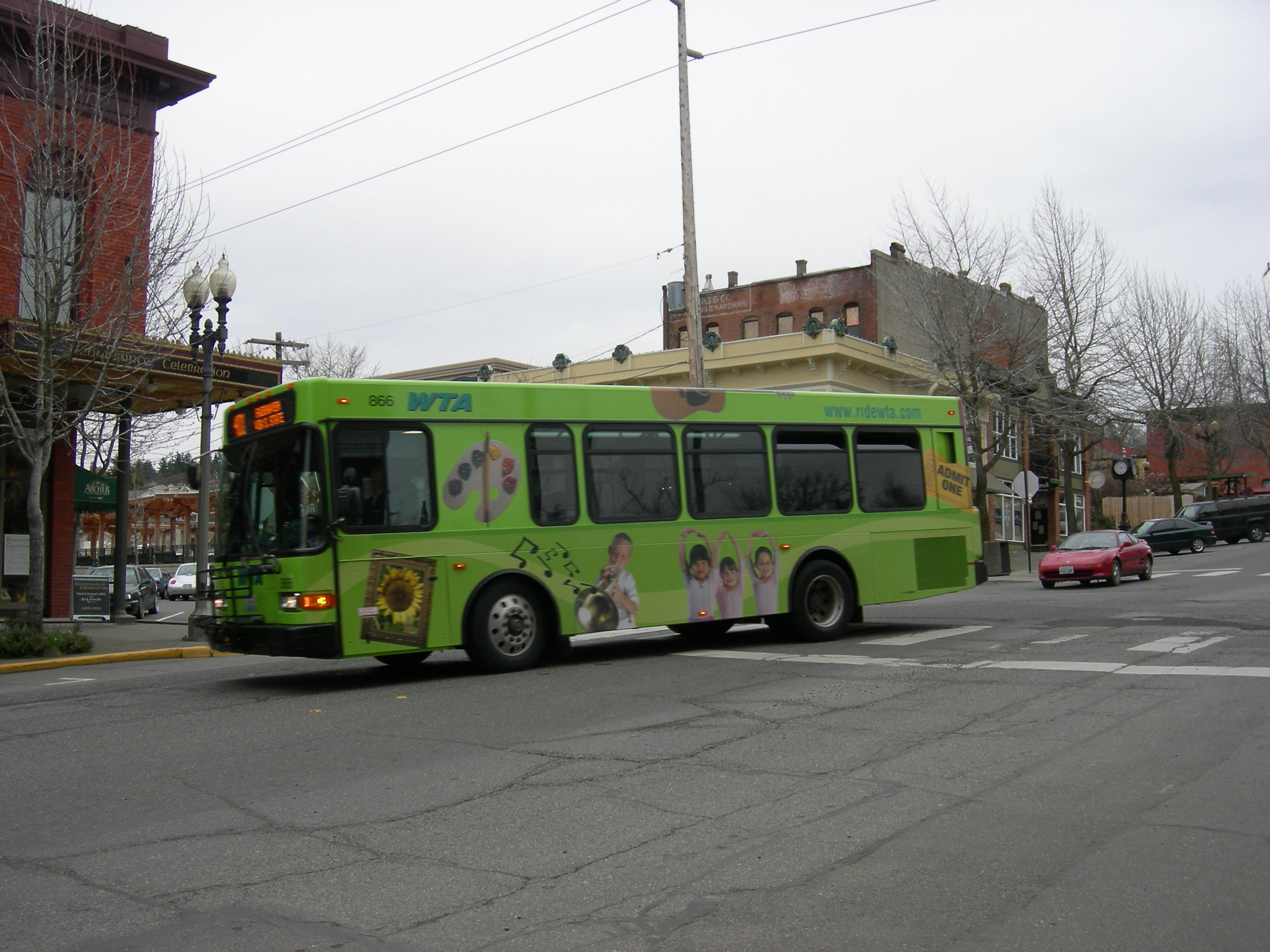
Autobus společnosti Whatcom Transportation Authority ve Fairhavenu.

Železnice Amtrak Cascades vede městem a poskytuje denní pravidelný provoz mezi Eugene, Portlandem, Seattlem a Vancouverem. Bellinghamská stanice se nachází ve čtvrti Fairhaven. Whatcom Transportation Authority je dopravní podnik, který nabízí pravidelné autobusové spoje v celém okrese a spojuje Bellingham např. s Mount Vernonem.
Čtvrť Fairhaven je jižním koncem Aljašské námořní dálnice. Trajekty spojují zdejší přístav s městy jako Ketchikan, Juneau a Haines. Společnost San Juan Cruises poskytuje sezónní trajektové spojení mezi Bellinghamem a městem Friday Harbor na souostroví svatého Jana.

### Místní hudební scéna
Jelikož se Bellingham nachází na hlavní mezistátní dálnici a mezi dvěma velkými městy, má tak lehkou úlohu při lákání hudebníků různých žánrů. Také velký počet obyvatel v univerzitním věku přispěl k rozvoji místní hudební scény, z Bellinghamu pocházejí takové kapely, jako Death Cab for Cutie.

### Zmínky v literatuře
Román Roberta Jamese Wallera Madisonské mosty vypráví o fotografovi společnosti National Geographic, který pochází z Bellinghamu. Známější film stejného jména od Clinta Eastwooda, který byl natočen na námět tohoto románu, však tento bod vynechává.

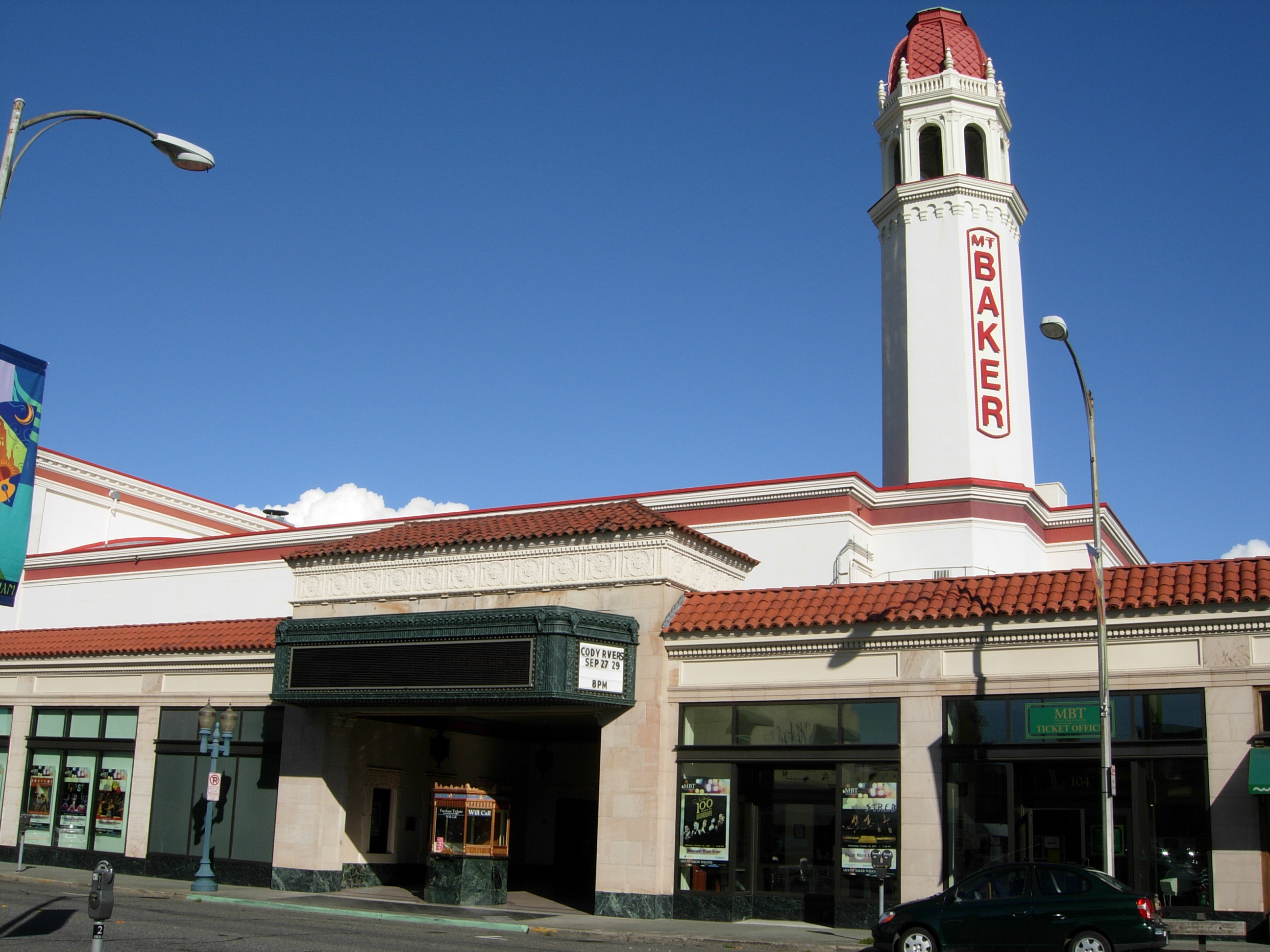
Historické divadlo Mount Baker Theatre.

### Místní divadelní scéna
Historické divadlo Mount Baker Theatre bylo postaveno v roce 1927 a je učebnicovým příkladem maurské architektury. Jedná se o největší budovu hereckých umění severně od Seattlu a je zařazeno do národního rejstříku historických míst.

## Budoucí vývoj
V březnu 2005 byl Bellingham magazínem Kiplinger's Personal Finance vyhlášen jedním z nejlepších měst pro důchodce v USA.
Bellingham zažívá obnovu realitního vývoje poté, co se zvedly ceny domů. Mohou za to zčásti také noví obyvatelé města. Aby růst počtu obyvatel stoupal, nové domy se začaly stavět po celém městě. Město zdůraznilo, že se chce podílet na vývoji možností bydlení pro všechny ekonomické skupiny lidí a zároveň zachovat bezúhonnost nynějších obyvatel. Anexe přilehlé zemědělské půdy nebo chráněných území byla snížena na minimum kvůli veřejnému zájmu o ochranu životního prostředí, stále ale bylo vyvoláno mnoho kontroverzí kvůli rozhodnutí města postavit v centru výškové budovy a rozvinout předtím nerozvinutou půdu a také kvůli nedostatku veřejných parků.
O budoucím vývoji kontaminované části pobřeží města si můžete přečíst zde.

## Sport
Bellingham Bells jsou zástupci baseballové scény Bellinghamu, který reprezentují v lize West Coast Collegiate Baseball League a hrají svá utkání na stadionu Joe Martin Field. Basketballoví Bellingham Slam reprezentují město v nižší soutěži International Basketball League. Její domácí arénou je Whatcom Pavilion. Bellingham Bulldogs hrají americký fotbal v lize Evergreen Football League na stadionu Civic Field, kde hraje rovněž fotbalový tým Bellingham United FC působící v Pacific Coast Soccer League. Chuckanut Bay Geoducks jsou ragbyovým týmem Bellinghamu. Whatcom Warriors je tým mládežnického ledního hokeje, který hraje svá domácí utkání na stadionu Bellingham Sportsplex. Dříve zde hráli baseball také Bellingham Mariners, kteří hráli nižší Northwest League. Počátky své kariéry v tomto týmu zažíval i legendární center-fielder Ken Griffey Jr., který před rokem ukončil svou skvělou kariéru v dresu Seattle Mariners v MLB.

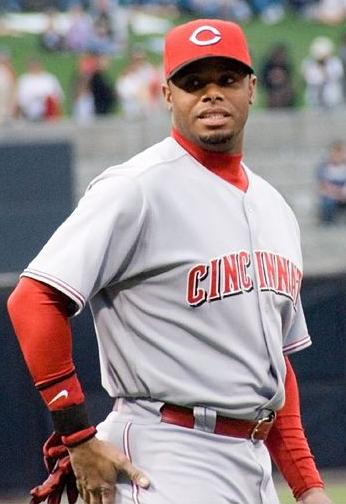
Ken Griffey Jr. v dresu Cincinnati Reds.

Obyvatelé Bellinghamu si rádi užívají různých amatérských sportů, v zimě díky blízkému lyžařském středisku Mount Baker lyžování a snowboardingu a v létě jízdu na kole nebo plavbu na kajaku. Příděl sněhu, které lyžařský areál Mount Baker zažil v zimě 1998–99 je světovým rekordem (29 tisíc mm).
Western Washington University je úspěšným členem divize II asociace NCAA v šermu. Lady Vikings jak se zdejší tým jmenuje vyhrál celou ligu pokaždé mezi lety 2005 a 2009. Univerzita také provozuje úspěšný cyklistický program, který se v roce 2006 umístil v první pětce v USA.

## Média

### Tisk
The Bellingham Herald je deník vycházející v Bellinghamu. Mezi další noviny patří The Cascadia Weekly, The Western Front, Whatcom Watch, AS Review a The Bellingham Business Journal.

### Televize
Bellingham okres Whatcom patří do seattleského televizního trhu.
- KVOS-TV (kanál 12) je televizní stanice, kterou vlastní MeTV. Je také populární v kanadských municipalitách Metro Vancouver a Victoria.
- KBCB-TV (kanál 24) je televizní stanice, kterou vlastní NBC.
- Bellingham TV Channel 10 (kanál 10) je další televizní stanice z Bellinghamu.

### Rádio

#### AM rádio
| Frekvence (kHz) | Značka | kW (den) | kW (noc) | Vlastník            |
| --------------- | ------ | -------- | -------- | ------------------- |
| 790             | KGMI   | 5        | 1        | Saga Communications |
| 930             | KBAI   | 1        | 0.5      | Saga Communications |
| 1170            | KPUG   | 10       | 5        | Saga Communications |

#### FM rádio

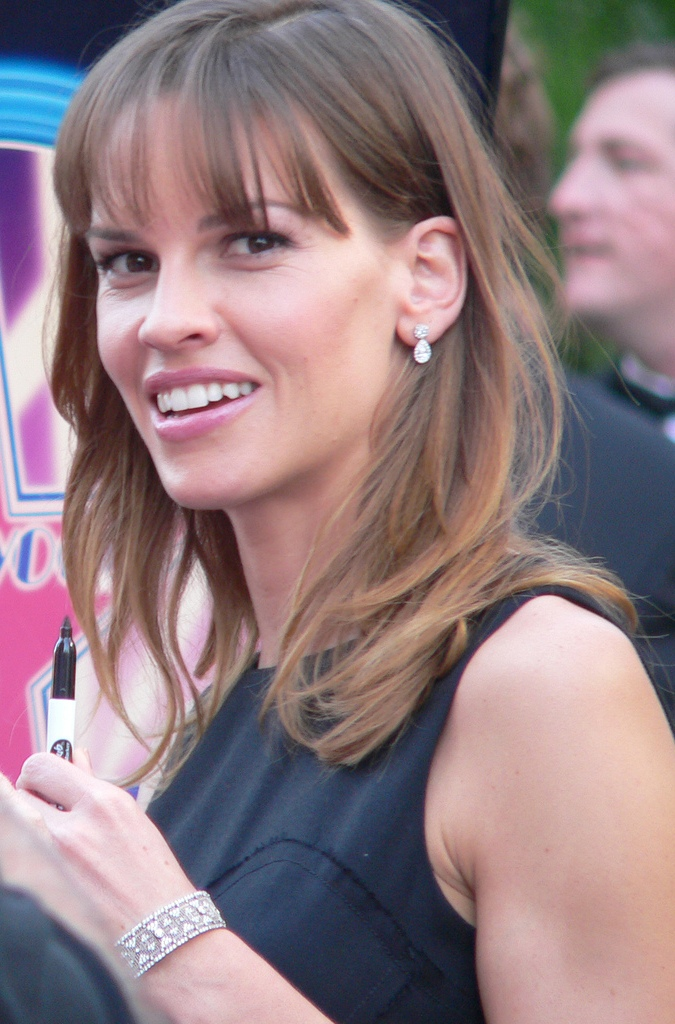
Herečka Hilary Swank, která vyrůstala v Bellinghamu od šesti let.

| Frekvence (mHz) | Značka  | kW   | Vlastník                          |
| --------------- | ------- | ---- | --------------------------------- |
| 89.3            | KUGS    | 0.1  | Western Washington University     |
| 91.7            | KZAZ    | 0.12 | Washington State University       |
| 92.9            | KISM    | 50   | Saga Communications               |
| 102.3           | KMRE-LP | 0.1  | Americké muzeum rádia a elektřiny |
| 104.1           | KAFE    | 60   | Saga Communications               |
| 106.5           | KWPZ    | 68   | Crista Ministries                 |

## Nejvýznamnější rodáci
- Ben Gibbard a Jason McGerr z kapely Death Cab for Cutie.
- Hilary Swank – narozená v Lincolnu, žila v Bellinghamu od šesti let a navštěvovala střední školu Sehome High School. Vítězka několika Oscarů.
- Trey Azagthoth – kytarista floridské death metalové kapely Morbid Angel.
- Muir S. Fairchild – bývalý vicenáčelník štábu Letectva Spojených států amerických.
- James K. Okubo – držitel Medaile cti za svou službu ve druhé sv. válce.

## Partnerská města
- Tateyama, Chiba, Japonsko – od roku 1958, staví svůj tým v závodě Ski to Sea.
- Port Stephens, Nový Jižní Wales, Austrálie – od roku 1982.
- Nachodka, Rusko – od roku 1989.
- Punta Arenas, Chile – od roku 1996.
- Cheongju, Jižní Korea – od roku 2008.
- Vaasa, Finsko – od roku 2009.

V květnu 2011 město aktivně pracovalo na zahájení sesterské spolupráce s mongolským městem Cecerleg.